# Ипсуич
 Тази статия е за града.  За футболния отбор вижте Ипсуич Таун.  
Ѝпсуич (на английски: Ipswich) е град в графство Съфолк, Англия. Разположен е при вливането на река Оруел в Северно море. Населението му е около 128 000 души (2007).

## Личности
Починали
- Алф Рамзи (1920 – 1999), английски футболист и треньор